# Antoni Bayés i Fuster
Antoni Bayés i Fuster (Taradell, 1842 – Vic, 26 d'abril de 1899) va ser un metge català, el primer d'una nissaga de metges dins la família Bayés, entre els quals el seu fill Candi Bayés i Coch (1867-1955) el seu net Antoni Bayés i Vayreda (1899-1979) i el seu besnet, el cardiòleg Antoni Bayés de Luna.

## Biografia
Antoni Bayés va néixer a Taradell el 1842. El 1864 va obtenir la llicenciatura en medicina a la Universitat de Barcelona, on va conèixer Bartomeu Robert, amb qui va mantenir una bona amistat més enllà de l'època dels estudis universitaris.
Es va casar amb Ramona Coch, de Ripoll, i es van instal·lar a Tona, on ell va començar a exercir la medicina. L'any 1874, Bayés va identificar, de forma fortuïta, una deu d'aigües sulfuroses, quan va fer analitzar l'aigua pudent d'un pou. Era una època en què el moviment higienista havia posat de moda els balnearis, on la gent anava per tractar-hi diversos tipus de malalties, des de reumatisme i artrosi fins a bronquitis, tuberculosi o malalties de la pell, i Bayés, juntament amb dos emprenedors de Tona van fundar el 1876 el Balneari Ullastres, el primer que hi va haver en aquella població i del qual ell mateix va ser director mèdic, a més d'accionista. Amb l'auge dels balnearis i el termalisme, després se'n van obrir d'altres, a Tona.
El 1878, les aigües de Tona van ser premiades a l'Exposició de París. I aquell mateix any, Bayés es va traslladar a viure a Vic, però sense deixar la seva relació professional amb el Balneari Ullastres i el 1881 va publicar el llibre Aguas minero-medicinales, salino-yodo-sulfuradas de San Andrés de Tona, amb pròleg de Bartomeu Robert. (L'any 1990, l'Ajuntament de Tona va publicar un facsímil d'aquell libre.) A Vic, la família Bayés va viure primer al carrer de la Ramada; després van traslladar-se a la plaça de la Constitució i finalment va comprar una casa a la plaça de la Catedral, que segueix pertanyent a la família, que ha tingut metges al llarg de cinc generacions. Els anys que va viure a Vic va participar de la vida cultural i política de la ciutat i algunes fonts indiquen que en va ser també alcalde. Va ser membre de les acadèmies de Medicina i Cirurgia i Mèdico-Farmacèutica de Barcelona i de la Societat Espanyola d'Hidrologia Mèdica.
Antoni Bayés i Fuster va morir a Vic el 1899, als cinquanta-set anys, en un moment de la seva carrera professional en què gaudia de gran prestigi. A més de la seva activitat en el Balneari Ullastres, havia desenvolupat un tractament específic de les malalties tifoides, una fórmula mèdica per al tractament de l'epilèpsia, i un tractament de la tuberculosi a base de sals d'or.